# Штельмахерс, Робертс
Робертс Штельмахерс (латыш. Roberts Štelmahers; род. 19 ноября 1974, Рига, Латвийская ССР, СССР) — латвийский баскетбольный тренер и бывший баскетболист немецко-балтийского происхождения, играл на позиции разыгрывающего защитника. В настоящее время является главным тренером баскетбольного клуба «Чарни». В составе сборной Латвии Штельмахерс сыграл 144 матча и принял участие в финальной стадии 4-х чемпионатов Европы.

## Биография
Робертс Штельмахерс начал карьеру в молодёжной команде «АСК Рига», дебютировав в сезоне 1990—1991. После этого он подписал контракт с рижским клубом «Бонус» и играл там до конца сезона 1994/1995. Затем он подписал контракт с клубом «Броцены» (Рига), сезон 1995—1996, и играл там до сезона 1997/1998 гг. Затем Штельмахерс переехал в Россию, где на сезон 1998/1999 подписал контракт с саратовским «Автодором». Однако в конце декабря 1998 года из-за финансовых проблем в клубе контракт с ним был расторгнут, и в январе 1999 года Робертс перебрался в Польшу, где заключил контракт с клубом «Зелёна-Гура». Затем он остался в Польше и подписал контракт с БК «Шлёнск», город Вроцлав, на сезон 1999—2000 гг. В сезоне 2000/2001 Робертс переехал в Турцию, где подписал контракт с БК «Каршияка». Затем спортсмен остался в Турции и играл за «Трабзонспор» в сезоне 2001—2002. После этого Штельмахерс переехал в Словению и играл два сезона в БК «Олимпия».
В 2004 году вернулся в Прибалтику и подписал контракт с литовским «Летувос Ритас», где оставался до сезона 2007/2008. После перерыва из-за травмы он подписал контракт со своей первой командой «АСК Рига» в январе 2009 года.
Завершил карьеру игрока в 2009 году.

## Статистика
| Сезон | Команда           | Лига           | GP | GS | MPG  | FG%  | 3P%  | FT%  | RPG | APG | SPG | BPG | PFL | TOV | PPG  |
| --- | ----------------- | -------------- | -- | -- | ---- | ---- | ---- | ---- | --- | --- | --- | --- | --- | --- | ---- |
| 2001/02 | Улкер             | Евролига       | 11 | 7  | 19,6 | 38,8 | 21,7 | 73,7 | 1,8 | 1,7 | 0,8 | 0,0 | 1,9 | 0,8 | 5,2  |
| 2002/03 | Олимпия (Любляна) | Евролига       | 20 | 7  | 24,2 | 38,1 | 21,9 | 82,5 | 2,0 | 2,3 | 1,0 | 0,0 | 2,9 | 0,7 | 8,6  |
| 2003/04 | Олимпия (Любляна) | Евролига       | 16 | 15 | 30,6 | 40,2 | 35,2 | 84,4 | 2,4 | 3,1 | 1,1 | 0,0 | 3,0 | 1,6 | 11,6 |
| 2004/05 | Летувос Ритас     | Кубок Европы   | 11 | 8  | 29,4 | 43,8 | 41,9 | 87,0 | 3,2 | 3,3 | 1,5 | 0,1 | 3,2 | 1,3 | 12,3 |
| 2005/06 | Летувос Ритас     | Евролига       | 16 | 16 | 28,1 | 41,7 | 41,8 | 77,1 | 2,6 | 3,4 | 0,9 | 0,0 | 2,4 | 2,0 | 10,1 |
| 2006/07 | Летувос Ритас     | Кубок Европы   | 14 | 13 | 22,2 | 40,0 | 34,7 | 76,7 | 1,4 | 2,7 | 0,9 | 0,1 | 2,6 | 1,4 | 7,7  |
| Всего | Всего             | Всего          | 88 | 66 | 25,8 | 40,4 | 33,7 | 82,0 | 2,2 | 2,8 | 1,0 | 0,0 | 2,7 | 1,3 | 9,3  |
| В Евролиге | В Евролиге        | В Евролиге     | 63 | 45 | 26,0 | 39,8 | 31,7 | 81,4 | 2,2 | 2,7 | 1,0 | 0,0 | 2,6 | 1,3 | 9,1  |
| В Кубке Европы | В Кубке Европы    | В Кубке Европы | 25 | 21 | 25,4 | 41,8 | 38,0 | 83,3 | 2,2 | 3,0 | 1,2 | 0,1 | 2,8 | 1,3 | 9,7  |
| Наведите курсор мыши на аббревиатуры в заголовке таблицы, чтобы прочесть их расшифровку Статистика приведена с сайта basketball.realgm.com |                   |                |    |    |      |      |      |      |     |     |     |     |     |     |      |